# ویکتور فایزولین
ویکتور ایگورویچ فایزولین (روسی: Виктор Игоревич Файзулин؛ زاده ۲۲ آوریل ۱۹۸۶) بازیکن فوتبال پیشین اهل روسیه است.
وی همچنین در تیم ملی فوتبال روسیه بازی کرده‌است.

## افتخارات
زنیت سن پترزبورگ
- لیگ اروپا: ۲۰۰۸
- لیگ برتر فوتبال روسیه: ۲۰۱۰، ۱۲–۲۰۱۱، ۱۵–۲۰۱۴
- جام حذفی فوتبال روسیه: ۱۰–۲۰۰۹